# Satan of Saturn
Satan of Saturn est un jeu vidéo du type shoot 'em up fixe, créé par SNK et sorti sur borne d'arcade en mars 1981 (sur le système Rock-Ola),. Le jeu est édité par Taito aux États-Unis sous le titre Zarzon.